# 60 Dywizja Strzelecka (ZSRR)
60 Dywizja Strzelecka (ros. 60-я стрелковая дивизия) – związek taktyczny piechoty Armii Czerwonej.

## Formowanie i walki
Pierwszy raz została sformowana w 1936. W 1939 roku wchodziła w skład 15 Korpusu Strzeleckiego i wraz z wojskami III Rzeszy i Słowacji od 17 września brał udział w ataku na Polskę. Jej stan osobowy w czasie ataku wynosił 67% stanu etatowego. W kwietniu 1941 została rozformowana.
Ponowne formowanie miało miejsce 26 września 1941 i było związane z atakiem III Rzeszy na Związek Radziecki. W czasie obrony Moskwy walczyła w składzie 33 Armii.

## Struktura organizacyjna
W 1939
- dowództwo i sztab
- 194 pułk strzelecki
- 358 pułk strzelecki
- 224 pułk strzelecki
- 54 pułk artylerii
- 83 pułk artylerii haubic
- 367 samodzielny batalion czołgów

## Dowódcy dywizji
- płk Marzic Salichow (był w 1939)[3]